# Джон Зеграс
Джон Аллен Кучар Зеграс (ジョン・アレン・カッチャー・ジーグラス</link>, Jon Aren Kacchā Jīgurasu) — відоме ім'я справжнього чоловіка, затриманого в 1960 році в Японії за нібито підробку документів. Японські новини того часу охрестили його «Людиною-загадкою» (ミステリー・マン), і він став прототипом для міських легенд.

## Інцидент
У жовтні 1959 року чоловік, зареєстрований як Джон Аллен Кучар Зеграс, 36 років, в'їхав до Японії зі своєю дружиною-кореянкою. Через три місяці його заарештувала столична поліція Токіо за підозрою в фальсифікації особи. Він намагався перевести в готівку чек на 200 000 єн і дорожній чек на 140 доларів (близько 50 400 єн на той час) в японському офісі Chase Manhattan Bank, а також 100 000 єн.[прояснити] в японському офісі Банку Кореї.
Справу розслідував Ацуюкі Саса з Бюро громадської безпеки Департаменту столичної поліції Токіо (TMPD Public Security Bureau), який пізніше напише про Зеграса у своїх мемуарах. Хоча в паспорті чоловіка стояли штампи посольств Японії з різних країн Східної Азії, документ було визнано підробленим. Крім того, візу видало японське посольство в Тайбеї (тепер реорганізоване як Японсько-тайванська асоціація обміну).
Відповідно до записів, Зеграс сказав, що він «народився в США, переїхав до Великобританії через Чехословаччину та Німеччину, там навчався у середній школі. Під час Другої світової війни він був пілотом Королівських ВПС і одного разу потрапив у полон до німців. Після війни жив у Латинській Америці. Згодом став американським шпигуном у Південній Кореї,служив пілотом у Таїланді та В'єтнамі, а після цього був призначений Об'єднаною Арабською Республікою. Прибув до Японії на секретну місію, яка включала вербування японських військових добровольців для Об'єднаної Арабської Республіки. Зрештою, після контактів із зазначеними країнами, було встановлено, що інформація не базується на жодних дійсних фактах, а печатки в його псевдопаспорті виявилися сфабрикованими.
10 серпня 1960 року Токійський окружний суд переглянув справу і засудив Зегруса до одного року в'язниці. Після оголошення вироку він намагався покінчити життя самогубством, перерізавши собі вени склом, таємно принесеним з собою на суд.
Після звільнення Зегрус був депортований з Японії до Гонконгу, звідки він був зареєстрований для в'їзду в регіон.[джерело?] Його дружину депортували до Південної Кореї.

## У міських легендах
У номері «The Province» за 15 серпня 1960 року історія була опублікована з деякими змінами. У статті під назвою «Людина з власною країною» газета писала, що Джон Аллен Кучар Зеграс стверджував, що він «громадянин Ефіопії й агент розвідки полковника Насера», і мав при собі паспорт, «виданий у Таманрассеті, столиці Тауреда, що на південь від Сахари». Тауред — це, ймовірно, неправильне написання Туарегу, а Таманрассет — справжня провінція Алжиру. Також газета цитувала текст «мовою Тауред», написаний латинськими літерами. Раніше, 29 липня 1960 року, історія в такій формі була згадана в британській палаті громад, коли Роберт Метью навів її як аргумент, що «паспорти не є дуже хорошою перевіркою безпеки».
Цей випадок згадується з 1964 року в книгах Жака Берж'є. Згідно з його версією історії, людину з Тауреда, країни в Східній Африці, яка «простягалася від Мавританії до Судану і включала значну частину Алжиру», було заарештовано в 1954 році в Японії під час перевірки паспорта і зачинено в психіатричній лікарні. Там було виявлено, що чоловік приїхав «купити зброю для справжнього арабського легіону». Країна в цій історії натякає на Об'єднану Арабську Республіку, яка фактично включала сучасні Сирію та Єгипет. У 1981 році історія була згадана в книзі «Довідник можливостей» Коліна Вілсона та Джона Гранта, де туарегів знову написали з помилкою як Тауред.
Нарешті, історія, розміщена на різних японських веб-сайтах, присвячених міським легендам і окультним історіям, говорить, що «людина з іншого виміру» прибула в аеропорт Ханеда в 1954 році. У чоловіка був паспорт Тауреда, і коли його запитали про батьківщину, він вказав на Андорру, але був збентежений, оскільки ніколи не чув про таку країну. Його помістили в готель з двома охоронцями для розслідування, але наступного ранку він звідти зник.